# Parque solar La Magascona
El parque solar La Magascona es un complejo solar proyectado en Trujillo, provincia de Cáceres, España.
El proyecto, cuya finalización fue en 2008, consta de 200 instalaciones de 100 kW cada una, para una potencia total de 20 MW, equivalente al consumo de 20.000 hogares. Está previsto instalar 120.000 módulos sobre una superficie de 100 hectáreas. Con un coste de unos 150 millones de euros, se convertirá en el mayor parque solar del mundo.